# 3315 Chant
3315 Chant eller 1984 CZ är en asteroid i huvudbältet som upptäcktes den 8 februari 1984 av den amerikanske astronomen Edward L.G. Bowell vid Anderson Mesa Station. Den är uppkallad efter den kanadensiske astronomen Clarence A. Chant.
Asteroiden har en diameter på ungefär 9 kilometer.